# On My Mind (Ellie Goulding)
On My Mind is een single van de Engelse zangeres Ellie Goulding van haar derde studioalbum Delirium, dat in 2015 uitkwam. Het kwam uit als de leadsingle van het album op 17 september 2015. Het was geschreven door Goulding, Max Martin, Savan Kotecha en Ilya Salmanzadeh, en geproduceerd door Martin, Continuous en Ilya. Hoewel Goulding ontkent dat de single een antwoord is op Don't van Ed Sheeran, vinden muziekcritici dat er toch gelijkenissen zijn tussen beide nummers.

## Videoclip
De bijhorende videoclip verscheen op 21 september 2015.

## Tracklijst
| Nr. | Titel                        | Duur |
| --- | ---------------------------- | ---- |
| 1.  | On My Mind                   | 3:35 |
| 2.  | On My Mind (Jax Jones remix) | 4:13 |

| Nr. | Titel                        | Duur |
| --- | ---------------------------- | ---- |
| 1.  | On My Mind                   | 3:35 |
| 2.  | On My Mind (Jax Jones remix) | 4:13 |
| 3.  | On My Mind (Courage remix)   | 4:04 |

| Nr. | Titel                        | Duur |
| --- | ---------------------------- | ---- |
| 1.  | On My Mind (Jax Jones remix) | 4:13 |
| 2.  | On My Mind (Metronomy remix) | 3:11 |
| 3.  | On My Mind (Courage remix)   | 4:04 |

| Nr. | Titel                   | Duur |
| --- | ----------------------- | ---- |
| 1.  | On My Mind (MK remix)   | 6:11 |
| 2.  | On My Mind (MK Dub)     | 6:10 |
| 3.  | On My Mind (X-Mix edit) | 4:11 |

## Hitnoteringen

### Nederlandse Top 40
| Hitnotering: 03-10-2015 t/m 30-01-2016 | Hitnotering: 03-10-2015 t/m 30-01-2016 | Hitnotering: 03-10-2015 t/m 30-01-2016 | Hitnotering: 03-10-2015 t/m 30-01-2016 | Hitnotering: 03-10-2015 t/m 30-01-2016 | Hitnotering: 03-10-2015 t/m 30-01-2016 | Hitnotering: 03-10-2015 t/m 30-01-2016 | Hitnotering: 03-10-2015 t/m 30-01-2016 | Hitnotering: 03-10-2015 t/m 30-01-2016 | Hitnotering: 03-10-2015 t/m 30-01-2016 | Hitnotering: 03-10-2015 t/m 30-01-2016 | Hitnotering: 03-10-2015 t/m 30-01-2016 | Hitnotering: 03-10-2015 t/m 30-01-2016 | Hitnotering: 03-10-2015 t/m 30-01-2016 | Hitnotering: 03-10-2015 t/m 30-01-2016 | Hitnotering: 03-10-2015 t/m 30-01-2016 | Hitnotering: 03-10-2015 t/m 30-01-2016 | Hitnotering: 03-10-2015 t/m 30-01-2016 | Hitnotering: 03-10-2015 t/m 30-01-2016 | Hitnotering: 03-10-2015 t/m 30-01-2016 |
| Week:                                  | 1                                      | 2                                      | 3                                      | 4                                      | 5                                      | 6                                      | 7                                      | 8                                      | 9                                      | 10                                     | 11                                     | 12                                     | 13                                     | 14                                     | 15                                     | 16                                     | 17                                     | 18                                     |                                        |
| -------------------------------------- | -------------------------------------- | -------------------------------------- | -------------------------------------- | -------------------------------------- | -------------------------------------- | -------------------------------------- | -------------------------------------- | -------------------------------------- | -------------------------------------- | -------------------------------------- | -------------------------------------- | -------------------------------------- | -------------------------------------- | -------------------------------------- | -------------------------------------- | -------------------------------------- | -------------------------------------- | -------------------------------------- | -------------------------------------- |
| Positie:                               | 19                                     | 12                                     | 9                                      | 8                                      | 8                                      | 10                                     | 10                                     | 14                                     | 18                                     | 19                                     | 19                                     | 20                                     | 20                                     | 22                                     | 24                                     | 25                                     | 30                                     | 40                                     | uit                                    |

### NederlandseSingle Top 100
| Hitnotering: 26-09-2015 t/m 05-03-2016 | Hitnotering: 26-09-2015 t/m 05-03-2016 | Hitnotering: 26-09-2015 t/m 05-03-2016 | Hitnotering: 26-09-2015 t/m 05-03-2016 | Hitnotering: 26-09-2015 t/m 05-03-2016 | Hitnotering: 26-09-2015 t/m 05-03-2016 | Hitnotering: 26-09-2015 t/m 05-03-2016 | Hitnotering: 26-09-2015 t/m 05-03-2016 | Hitnotering: 26-09-2015 t/m 05-03-2016 | Hitnotering: 26-09-2015 t/m 05-03-2016 | Hitnotering: 26-09-2015 t/m 05-03-2016 | Hitnotering: 26-09-2015 t/m 05-03-2016 | Hitnotering: 26-09-2015 t/m 05-03-2016 | Hitnotering: 26-09-2015 t/m 05-03-2016 |
| Week:                                  | 1                                      | 2                                      | 3                                      | 4                                      | 5                                      | 6                                      | 7                                      | 8                                      | 9                                      | 10                                     | 11                                     | 12                                     | 13                                     |
| -------------------------------------- | -------------------------------------- | -------------------------------------- | -------------------------------------- | -------------------------------------- | -------------------------------------- | -------------------------------------- | -------------------------------------- | -------------------------------------- | -------------------------------------- | -------------------------------------- | -------------------------------------- | -------------------------------------- | -------------------------------------- |
| Positie:                               | 46                                     | 14                                     | 13                                     | 11                                     | 13                                     | 14                                     | 14                                     | 13                                     | 15                                     | 18                                     | 18                                     | 17                                     | 18                                     |
| Week:                                  | 14                                     | 15                                     | 16                                     | 17                                     | 18                                     | 19                                     | 20                                     | 21                                     | 22                                     | 23                                     | 24                                     |                                        |                                        |
| Positie:                               | 22                                     | 30                                     | 20                                     | 23                                     | 32                                     | 35                                     | 42                                     | 54                                     | 66                                     | 79                                     | 84                                     | uit                                    |                                        |

### 3FM Mega Top 50
| Hitnotering: 26-09-2015 t/m 30-01-2016 | Hitnotering: 26-09-2015 t/m 30-01-2016 | Hitnotering: 26-09-2015 t/m 30-01-2016 | Hitnotering: 26-09-2015 t/m 30-01-2016 | Hitnotering: 26-09-2015 t/m 30-01-2016 | Hitnotering: 26-09-2015 t/m 30-01-2016 | Hitnotering: 26-09-2015 t/m 30-01-2016 | Hitnotering: 26-09-2015 t/m 30-01-2016 | Hitnotering: 26-09-2015 t/m 30-01-2016 | Hitnotering: 26-09-2015 t/m 30-01-2016 | Hitnotering: 26-09-2015 t/m 30-01-2016 | Hitnotering: 26-09-2015 t/m 30-01-2016 | Hitnotering: 26-09-2015 t/m 30-01-2016 | Hitnotering: 26-09-2015 t/m 30-01-2016 | Hitnotering: 26-09-2015 t/m 30-01-2016 | Hitnotering: 26-09-2015 t/m 30-01-2016 | Hitnotering: 26-09-2015 t/m 30-01-2016 | Hitnotering: 26-09-2015 t/m 30-01-2016 | Hitnotering: 26-09-2015 t/m 30-01-2016 | Hitnotering: 26-09-2015 t/m 30-01-2016 | Hitnotering: 26-09-2015 t/m 30-01-2016 |
| Week:                                  | 1                                      | 2                                      | 3                                      | 4                                      | 5                                      | 6                                      | 7                                      | 8                                      | 9                                      | 10                                     | 11                                     | 12                                     | 13                                     | 14                                     | 15                                     | 16                                     | 17                                     | 18                                     | 19                                     |                                        |
| -------------------------------------- | -------------------------------------- | -------------------------------------- | -------------------------------------- | -------------------------------------- | -------------------------------------- | -------------------------------------- | -------------------------------------- | -------------------------------------- | -------------------------------------- | -------------------------------------- | -------------------------------------- | -------------------------------------- | -------------------------------------- | -------------------------------------- | -------------------------------------- | -------------------------------------- | -------------------------------------- | -------------------------------------- | -------------------------------------- | -------------------------------------- |
| Positie:                               | 27                                     | 11                                     | 12                                     | 8                                      | 6                                      | 10                                     | 12                                     | 15                                     | 15                                     | 13                                     | 13                                     | 11                                     | 15                                     | 21                                     | 26                                     | 29                                     | 28                                     | 34                                     | 39                                     | uit                                    |